# セックス・トラフィック 悪夢の週末
『セックス・トラフィック 悪夢の週末』（原題:Traffik）は2018年に公開されたアメリカ合衆国のスリラー映画である。監督はデオン・テイラー、主演はポーラ・パットンが務めた。本作は日本国内で劇場公開されなかったが、Amazonでの配信が行われている。

## 概略
ジャーナリストのブレアは大掛かりな疑惑を追っていたが、ライバルに先を越されてしまった。上司と対立したブレアは新聞社を首になった。意気消沈するブレアだったが、恋人のジョンが旅行に誘ってくれたおかげで、少しは元気を取り戻すことができた。宿泊先のコテージに向かう途中、2人は挙動不審な女性（カーラ）と遭遇した。ブレアは「今日は7月4日ですか」などと聞いてくるカーラを気味悪く思ったが、彼女は強面の男性たちに連れていかれてしまった。その際、ジョンは男たちと一触即発の事態に陥ったが、近くを通りかかった保安官の介入で事なきを得た。
コテージに到着した後、ブレアは自分のカバンに他人の携帯電話が入っていることに気が付いた。「おそらく、これはカーラのものだろうが、何故私のカバンに入れたのか」と考えたブレアは携帯を調べてみることにした。ブレアがパスワードとして0704と打ち込むと、携帯のロックは解除された。その携帯の画像ファイルの中には、虐待を受けている女性たちの写真が多数保存されていた。
人身売買の可能性を疑ったブレアは直ちに警察に連絡しようとしたが、「これを特ダネとして記事にすれば、汚名を返上できる」と考え、独力で潜入取材に当たることにした。当然、それは犯罪組織から命を狙われることを意味していた。

## キャスト
- ポーラ・パットン - ブレア
- オマー・エップス - ジョン
- ラズ・アロンソ - ダーレン・コール
- ロゼリン・サンチェス - マリア
- ルーク・ゴス - レッド
- ウィリアム・フィクトナー - カール・ウェインライト
- ドーン・オリヴィエリ - カーラ
- ミッシー・パイル - サリー・マルヌ
- ローリン・マクラレイ - ビリー
- エイドリアン・ブスタマンテ - 通信係

## 公開・マーケティング
2017年9月8日、コードブラック・フィルムズが本作の全米配給権を獲得したと報じられた。2018年1月12日、本作のオフィシャル・トレイラーが公開された。
当初、本作は2018年4月27日に全米公開される予定だったが、同日に封切られることになった『アベンジャーズ/インフィニティ・ウォー』との競合を避けるため、同年4月20日に公開日が前倒しされた。

## 興行収入
本作は『だめんず・コップ2』及び『アイ・フィール・プリティ! 人生最高のハプニング』と同じ週に封切られ、公開初週末に350万ドル前後を稼ぎ出すと予想されていたが、その予想は的中した。2018年4月20日、本作は全米1046館で公開され、公開初週末に394万ドルを稼ぎ出し、週末興行収入ランキング初登場9位となった。

## 評価
本作に対する批評家からの評価は芳しいものではない。映画批評集積サイトのRotten Tomatoesには31件のレビューがあり、批評家支持率は26%、平均点は10点満点で3.94点となっている。サイト側による批評家の見解の要約は「『セックス・トラフィック 悪夢の週末』はポーラ・パットンのドラマチックかつ印象に残る演技を売りにしているが、大袈裟で不出来なスリラー映画に仕上がっているために、パットンの好演が台無しになっている。」となっている。また、Metacriticには10件のレビューがあり、加重平均値は37/100となっている。なお、本作のCinemaScoreはBとなっている。